# Digitalis leucophaea
Digitalis leucophaea är en grobladsväxtart som beskrevs av John Sibthorp och Sm.. Digitalis leucophaea ingår i släktet fingerborgsblommor, och familjen grobladsväxter. Inga underarter finns listade i Catalogue of Life.